# Hippodrom (Antike)
Als Hippodrom (altgriechisch ἱππόδρομος hippodromos, deutsch ‚Pferderennbahn‘) bezeichnet man eine Rennbahn für Pferde- und Wagenrennen, wie sie im antiken Griechenland und im Byzantinischen Reich genutzt wurde.
Im antiken Rom wurde der Name Hippodromus für eine Gartenform verwendet, während man die Pferderennbahn dort meist Circus nannte.
In der frühen Neuzeit wurde die Bezeichnung Hippodrom für Großbauten und Jahrmarktzelte aufgegriffen, in denen vor Publikum und bei Musik Akrobatik zu Pferde (Voltigieren) vorgeführt wurde.
Das Wort „Hippodrom“ leitet sich von den altgriechischen Wörtern ἵππος hippos, deutsch ‚Pferd‘ und δρόμος dromos, deutsch ‚Lauf‘, ‚Wettlauf‘, ‚Platz des Wettlaufs‘ ab. Hippodromos und hippodromus sind im Altgriechischen bzw. Lateinischen maskulin; im Standarddeutschen hat sich weitgehend das Neutrum durchgesetzt.

## Das Hippodrom bei den Griechen

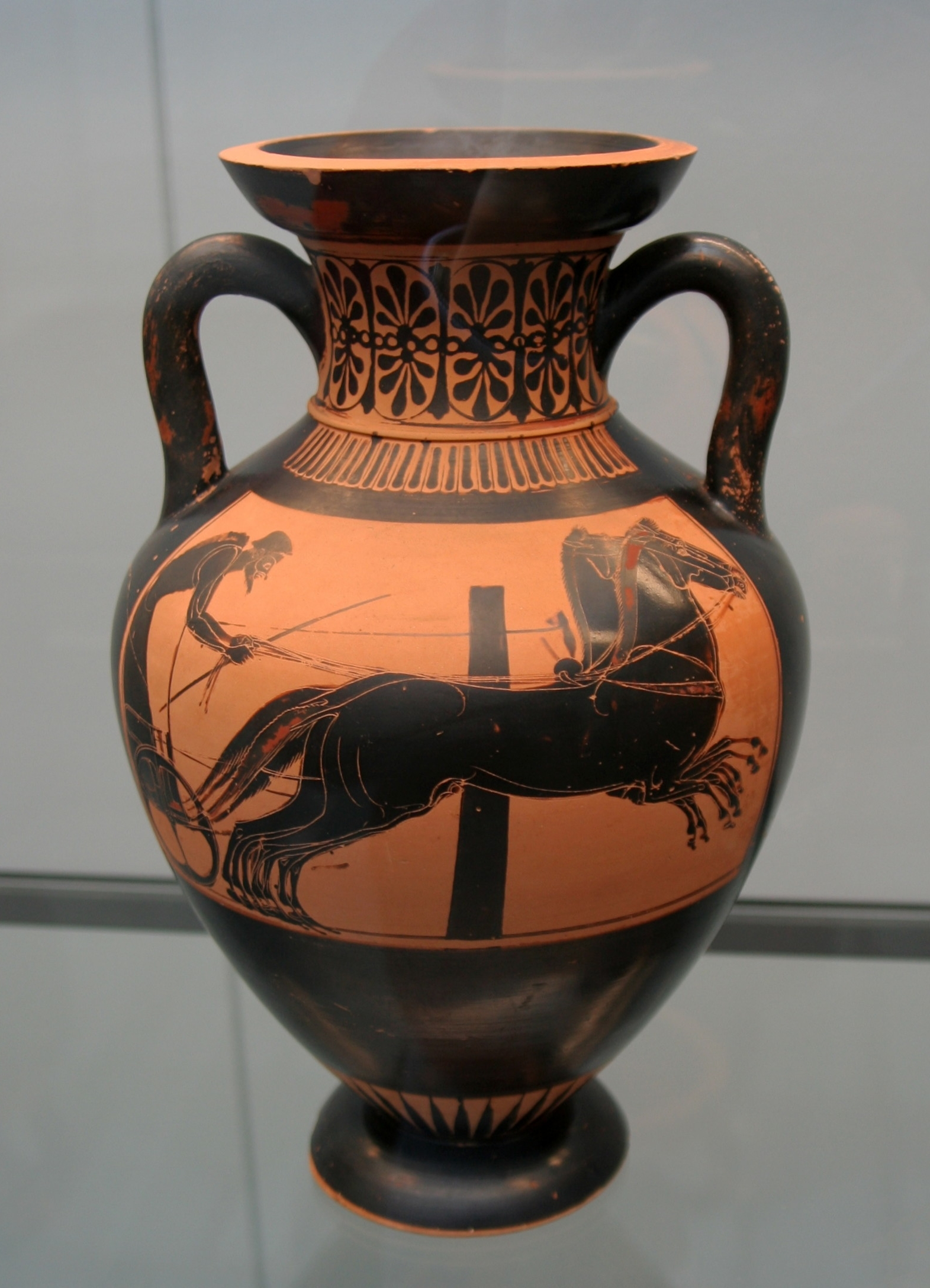
Viergespann beim Umrunden einer terma: attische schwarzfigurige Amphora, um 500 v. Chr.

Die Grundform des Hippodroms bestand aus einem freien Feld, auf dem zwei Zeichen aufgestellt waren, die als terma (Plural termai) bezeichnet wurden. Diese beiden Zeichen waren von den Reitern oder Wagenlenkern zu umrunden. Wenn in der modernen Literatur die Rennbahn oft als „elliptisch“ oder „oval“ bezeichnet wird, dann ist damit vermutlich die Kurve gemeint, die sich bei der Umrundung der termai zwangsläufig als die günstigste ergibt. Die äußere Form war für die eigentliche Rennbahn unerheblich, sie bestand üblicherweise aus einem Rechteck, dessen eine Schmalseite durch einen Halbkreis ersetzt war. Auf dem Feld selbst war kein Platz für eine Bepflanzung oder anderweitige Nutzung; sämtliche Einrichtungen befanden sich daher am Rand des Feldes.
Eine Urform dieser Anlage taucht in Homers Ilias auf. In einer ebenen Gegend wird für ein Wagenrennen eine Rennbahn improvisiert (XXIII 257 ff.).

„Deutlich genug ist das Zeichen des Ziels; du wirst es nicht fehlen:

Ragt von Klafterlänge ein dürrer Pfahl in die Höhe,

Eich- oder Fichtholz, der nicht vermodert im Regen,

Und zwei weiße Steine sind eingerammt an den Seiten,

Dort an der Wende des Wegs, wo die ebene Bahn sich herumschwingt. […]

Jetzt bestimmt es als Ziel der göttliche schnelle Achilleus.

Treib dein Rossegespann so nah, dass du eben es streifest,

Selbst aber biege dich über den festgeflochtenen Sessel

Leicht zur Linken hinaus und treibe mit Geißel und Zuruf

Rechts das Pferd und laß mit den Händen die Zügel ihm fahren.

Aber das linke Pferd soll dicht an die Säule sich drängen,

So dass die Nabe des wohlgefertigten Rades die Fläche

Fast schon berührt; doch gegen den Stein vermeide zu prallen,

Daß du die Rosse dir nicht verletzt und den Wagen zerschmetterst […]“

„Schnurgerad standen sie nun; da wies auf das Zeichen Achilleus

Fern im ebenen Feld und setzte als Wächter daneben

Phoinix, den göttlichen Greis, den Kriegsgefährten des Vaters,

Über das Rennen zu wachen und Wahrheit nur zu berichten.“

Es sind nur wenige archäologische Zeugnisse von Hippodromen erhalten; die wichtigsten Informationen stammen aus schriftlichen Quellen. Die verschiedenen Anlagen scheinen sich in ihrer Größe und technischen Einrichtung stark unterschieden zu haben. Auch das bekannteste griechische Hippodrom, das von Olympia, ist nicht erhalten. Die termai waren dort zwei Säulen, die Seitenlänge des Feldes betrug etwa zwei Stadien (= 384,5 m).

## Liste bekannter griechischer Hippodrome
- Delos
- Delphi
- Isthmia
- Lykaion
- Nemea
- Olympia – nicht mit dem Stadion zu verwechseln.

## Das römische Hippodrom
Im antiken Rom hieß eine Pferderennbahn auf Latein Circus. Als der charakteristische Unterschied zum griechischen Hippodrom wird die spina betrachtet, eine langgestreckte Mauer, die von den Teilnehmern des Rennens zu umrunden war und die die termai ersetzte oder, je nach Konstruktion, miteinander verband. Die früheste Pferderennbahn in Byzanz stammt nicht aus griechischer, sondern aus römischer Zeit und ist nach römischem Sprachgebrauch ein circus (die griechischsprachigen Quellen aus dem römischen Osten bezeichneten hingegen normalerweise jede Pferderennbahn, also auch einen Circus, als Hippodrom). Die wenigen überlieferten Quellen weisen darauf hin, dass man im lateinischen Sprachraum unter einem hippodromus eine Gartenanlage verstand, die sich in ihrem Grundriss an die des griechischen Hippodroms anschloss.
Das einzige erhaltene Bauwerk im römischen Westen, das durch eine schriftliche Quelle mit einiger Sicherheit als hippodromus ausgewiesen wird, ist ein Teil der Domus Augustana auf dem Palatin in Rom (oft auch als stadium bezeichnet). Der typische Grundriss ist hier variiert: Der Bogen der südwestlichen Schmalseite ist nicht halbkreisförmig, und die Begrenzung der Anlage wird durch eine durchlaufende Portikus gebildet. Zugänge, durch die Pferde hätten hineingeschafft werden können, fehlen; es kann sich also nicht um eine tatsächliche Pferderennbahn gehandelt haben.
Plinius der Jüngere beschreibt in seinen Briefen (V, 6, 32-40) ausführlich einen als „Hippodrom“ bezeichneten Garten (hier mit „Reitbahn“ übersetzt), der zu seinem Landsitz in der Nähe des heutigen Città di Castello gehörte und nicht erhalten ist. Auch diese Anlage ist als Rechteck angelegt, dessen eine Seite durch eine Biegung ersetzt ist.

„[Die Reitbahn] ist in der Mitte offen und bietet sich sogleich beim Eintreten den Augen in ihrer ganzen Ausdehnung dar. Sie ist von Platanen eingefaßt […]. Dieser gerade Grenzrain […] biegt gegen sein Ende hin in einen Halbkreis ein […]. Er wird hier von Zypressen eingefaßt […]; an den inneren Baumreihen […] empfängt er reinstes Tageslicht. Daher läßt er hier sogar Rosen gedeihen und vertauscht schattige Kühle mit wohtuendem Sonnenschein. Am Ende dieser bunten, abwechslungsreichen Krümmung wird er wieder schnurgerade […]“